# Dürrnberg

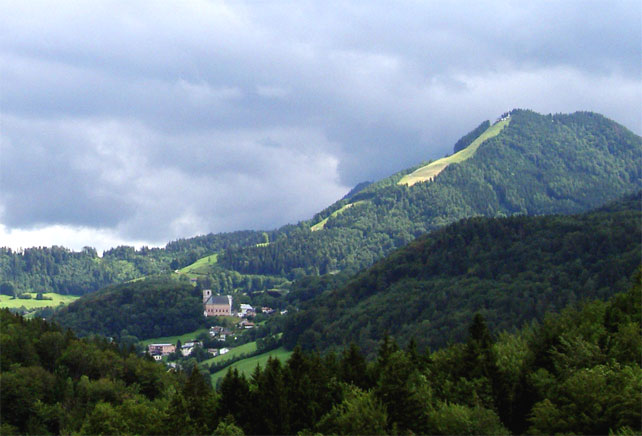
Dürrnberg visto desde Barmsteinen.

Dürrnberg, yacimiento prehistórico de la Edad del Hierro cuya eclosión se produce en el periodo laténico. Está situado en el centro de Austria cerca de Hallein.

## El yacimiento
En Dürrnberg se mantienen las tradiciones anteriores en la composición y morfología. Un carácter bastante análogo a Hallstatt, se dedican a la sal. La sal sigue siendo importante, incluso sin comercio mediterráneo y ciudades comerciales. Hacia el 400 a. C. las minas de sal en Hallstatt decaen y los mineros van a Dürrnberg. Vemos por ello un equipo minero parecido.
Frente a Hallstatt no está en un sitio aislado sino cerca de un río, territorio apto para la agricultura. Por esta situación es que en Hallstatt se fueron. Crece de forma importante. Aquí no sólo se han encontrado las tumbas sino también el asentamiento. 

## Enterramiento
Las tumbas indican una uniformidad social como en Hallstatt, además son más ricas que en otros sitios no vinculados a la sal. Estas tumbas hablan de contactos con Bohemia, Eslovenia, Báltico, Italia y periferia del yacimiento. Por los huesos vemos indicios de un esfuerzo físico, los enterrados son mineros. No hay ninguna señal que indique esclavitud, a diferencia de otros yacimientos de la misma época.